# Plamen Kralev
Pour les articles homonymes, voir Kralev.
Plamen Kralev, né le 22 février 1973 à Sofia, est un pilote automobile bulgare.
Il a couru en Formule 2 de 2010 à 2012 et a marqué 6 points au total avec deux neuvièmes positions en guise de meilleur résultat.

## Carrière
- 2007 : Ferrari Challenge Coppa Shell 11e
- 2008 : International GT Open, FIA GT3, Ferrari Challenge Coppa Shell
- 2009 : International GT Open, 1000 km de Spa, et 24 Heures du Mans avec une Porsche 911 RSR GT2
- 2009/2010 : GP2 Asia Series, avec l'écurie Trident Racing
- 2010 : FIA Formula Two Championship 2010
- 2011 : FIA Formula Two Championship 2011
- 2012 : FIA Formula Two Championship 2012

## Résultats aux 24 Heures du Mans
| Année | Voiture                   | Équipe                                   | Équipiers                          | Résultat   |
| ----- | ------------------------- | ---------------------------------------- | ---------------------------------- | ---------- |
| 2009  | Porsche 911 GT3 RSR (997) | Endurance Asia Team / Perspective Racing | Philippe Hesnault / Darryl O'Young | Non classé |